# Ордер на смерть
«Ордер на смерть» (англ. Death Warrant; другое прокатное название — «Смертный приговор») — американский художественный фильм в жанре боевика, поставленный режиссёром Дераном Сарафяном по сценарию Дэвида Гойера.

## Сюжет
Канадский детектив Луис Бёрк в трущобах Лос-Анджелеса преследует преступника по прозвищу «Заговорённый», который убил его напарника. «Заговорённый» устраивает засаду, но Бёрку удаётся расстрелять бандита. Шестнадцать месяцев спустя на совещании у генерального прокурора штата Тома Воглера принимается решение внедрить Бёрка в тюрьму Харрисон под видом заключённого для расследования обстоятельств смерти помощника директора тюрьмы и девятерых заключённых. Связь обеспечивает Аманда Бекетт под видом жены Бёрка.
Бёрк вступает в контакт с одноглазым афроамериканцем Хоукинсом, заявляя, что хочет узнать, кто убил «его друга». Хоукинс направляет его к местному авторитету «Священнику», а тот отсылает Бёрка к заключённому Майерсону. С помощью Хоукинса Бёрк проникает в хранилище и перебирает досье убитых зеков, они все закодированы аббревиатурой SL. Знакомый Аманды подросток-вундеркинд взламывает тюремную программу и распечатывает список зеков-смертников. Однако в ходе работы неизвестный посылает команду на уничтожение программы. Бёрк устанавливает зловещие факты: никто из убитых ничем не болел, не был наркоманом, и перед смертью проходил медицинское обследование. Фамилия Берка стоит следующей в списке.
Одна из «подружек» «Священника» предупреждает Бёрка о покушении и ему удаётся отбиться от ночных убийц, но при этом погибает его сокамерник. Подоспевшая охрана бросает Бёрка в карцер. Убийцы тем временем расправляются и с «подружкой», и с Майерсоном. Выйдя из карцера, Бёрк видит прибывшего в тюрьму «Заговорённого». Вскоре все зеки узнают, что Бёрк — полицейский. Однако негры продолжают ему помогать, вдвоём с Хоукинсом Бёрк проникает в хранилище «отходов» и, вскрыв холодильник, они обнаруживают органы, подготовленные к трансплантации. Аманда спешит к Воглеру, однако в ходе рассказа ей звонит подросток, сообщая, что команда уничтожить программу была отправлена с телефона Воглера.
Прокурор срывает маску — он признаётся, что искал донора печени, чтобы спасти жену. «Мы предлагали любые деньги, но всё было бесполезно. Я нашёл доктора Гатерсмана. И внезапно мы поняли, что можно легко заработать, продавая жизнь. Мы убивали преступников, а это отбросы. Проходит время и перестаёшь считать их людьми. Бёрк оказался слишком пронырливым, убить его не получилось и я послал в тюрьму „Заговорённого“».
Бёрк оглушает охранника током и убегает из камеры. «Заговорённый», добравшись до пульта, выпускает всех зеков из камер. Шайка захватывает Бёрка, но его спасают Хоукинс и «Священник». Товарищи в поисках выхода пробираются через кухню в котельную. Хоукинс тяжело ранен выстрелом охранника, «Заговорённый» вонзает топор в живот «Священнику» и убивает его. Бёрк вступает в поединок с «Заговоренным» и сначала заталкивает его в печь, а потом насаживает его затылком на штырь. Потрясённые зеки пропускают победителя через свои ряды. В тюрьму прибывают крупные силы полиции и Аманда.

## В ролях
- Жан-Клод Ван Дамм — Луис Бёрк
- Патрик Килпатрик — Кристиан «Заговорённый» Нейлор
- Синтия Гибб — Аманда Бекетт
- Роберт Гийом — Хоукинс
- Абдул Салаам эль Раззак — Священник
- Джордж Дикерсон — Том Воглер
- Конрад Данн — Конефке
- Арт Ля Флёр — сержант де Граф
- Армин Шимерман — доктор Готесман
- Джек Баннон — Кин
- Дороти Деллс — Элен Воглер

## Производство
Дэвид Гойер написал сценарий, когда был студентом университета Южной Калифорнии. Тогда сценарий носил название «Dusted». Это был второй сценарий, который он написал, и первый, который продал.
Основным местом съёмок послужил запланированный под снос отель Ambassador Hotel в Лос-Анджелесе. Помимо этого съёмки проходили в здании бывшей лос-анджелесской тюрьмы Lincoln Heights Jail, в голливудской студии Occidental Studios и на электростанции в округе Ориндж, где снималась финальная боевая сцена.

## Прокат
Премьера фильма состоялась в Лос-Анджелесе и Нью-Йорке 14 сентября 1990 года.
Кассовые сборы от проката в США составили 16 853 487 долларов.

## Оценки
На сайте-агрегаторе Rotten Tomatoes фильм получил рейтинг 0 %, не удостоившись ни одного положительного отзыва из 5 рецензий кинокритиков.